# New Scale
Scale en New Scale zijn Britse historisch merken van motorfietsen van dezelfde fabrikant.
| Henry John "Harry" Scale (1878-1954) was een ervaren zeeman. Toen hij in 1905 in Liverpool voorgoed voet aan land zette was hij minstens 126 keer de Atlantische Oceaan overgestoken, maar hij was ook al in Australië en het Verre Oosten geweest. In een etalage zag hij een 2½pk-Alldays motorfiets staan, die hij besloot te kopen om ermee naar zijn woonplaats Manchester te rijden. Daar begon hij op kleine schaal motorfietsen te produceren, maar hij richtte zich ook op races, vooral als het om heuvelklimwedstrijden of lange afstanden ging, zoals de Bradford to Brighton-Brighton to Bradford race en de London to Edingburgh-Edinburgh to London race. |

De bedrijfsnaam was: Henry J. Scale, later New Scale Roberts & Hibbs Ltd. en New Scale Motor & Engineering Co. Ltd., Droylsden, Manchester.

## Scale
Henry John Scale (die zich meestal "Harry" liet noemen) begon in 1906 al op kleine schaal motorfietsen te produceren. Door de technische achterstand in het Verenigd Koninkrijk kocht hij toen nog 6pk-Antoine-snuffelklepmotoren in, maar al snel schakelde hij over op motoren van het Britse merk JAP. Harry Scale was met een 3½pk-JAP tamelijk succesvol in races, hoewel hij in de belangrijkste race, de Isle of Man TT van 1910, uitviel. Om zijn motorfietsen te promoten was hij lid van acht motorclubs, ervan uitgaande dat zijn motorfietsen beter zouden verkopen als de leden van die clubs er goede resultaten mee zouden scoren. Zoals de meeste Britse merken stopte Harry Scale de productie tijdens de Eerste Wereldoorlog.

## New Scale
Na de oorlog werd de productie weer opgestart, maar daarvoor kreeg Harry Scale financiële ondersteuning van de heren Roberts en Hibbs, die het merk feitelijk overnamen. Daardoor kon hij naar een groter pand verhuizen en de productie opvoeren. Hij ging nu motorfietsen maken met 348cc-Precision-tweetaktmotoren. In 1920 veranderde de naam in "New Scale" en werd het modellenaanbod uitgebreid met Blackburne en Bradshaw-blokken. Er werden nu ook weer races gereden. Een aantal coureurs namen tussen 1921 en 1924 deel aan de Isle of Man TT. Voor races werd het 348cc-viertaktblok van Blackburne gebruikt, maar het beste resultaat van een vierde plaats in de Sidecar TT (met de Bradshaw-motor) van 1924, waarin slechts vijf combinaties finishten. In dit jaar verliet Harry Scales het bedrijf.
In 1925 waren er nog maar weinig modellen leverbaar, alleen met Bradshaw- en Blackburne-motoren en de productie eindigde in dit jaar. New Scale werd overgenomen door Harry Reed.